# Bryce (Software)

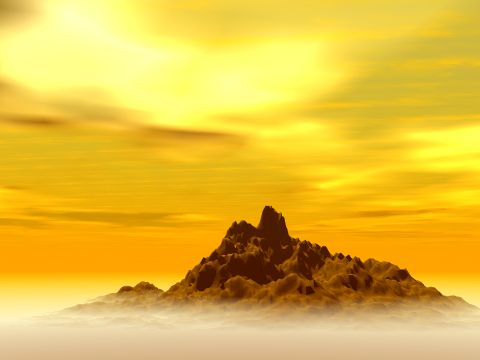
Mit Bryce 2.1 erstelltes virtuelles Landschaftsbild

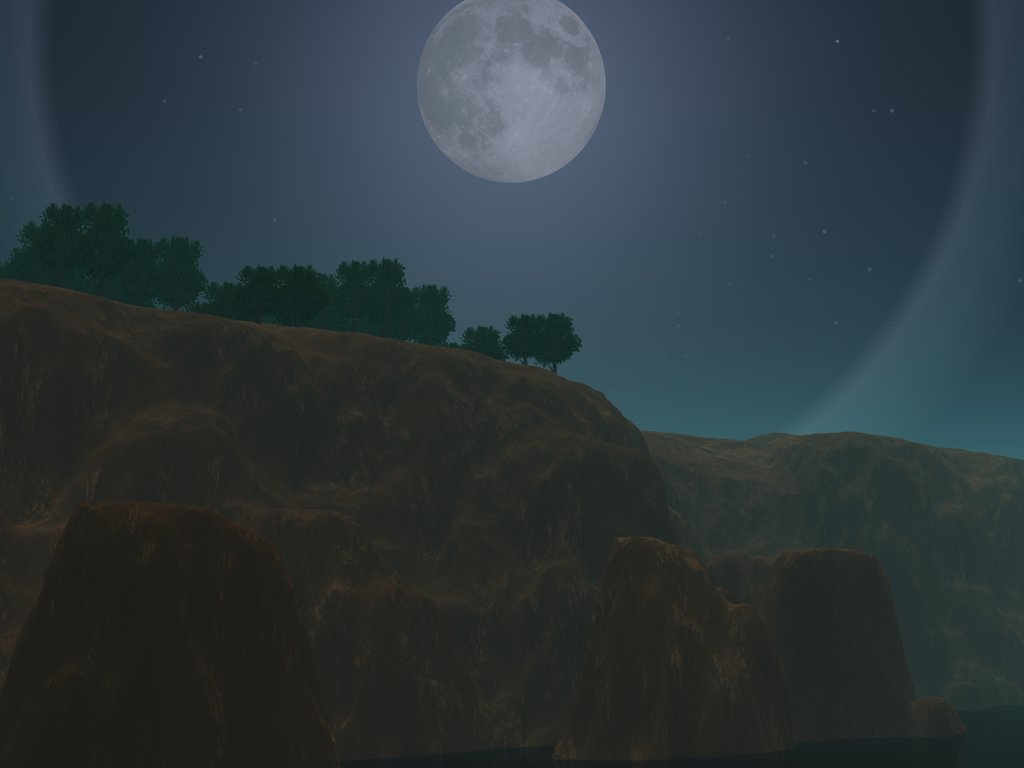
Mit Bryce 5 gerendertes Bild

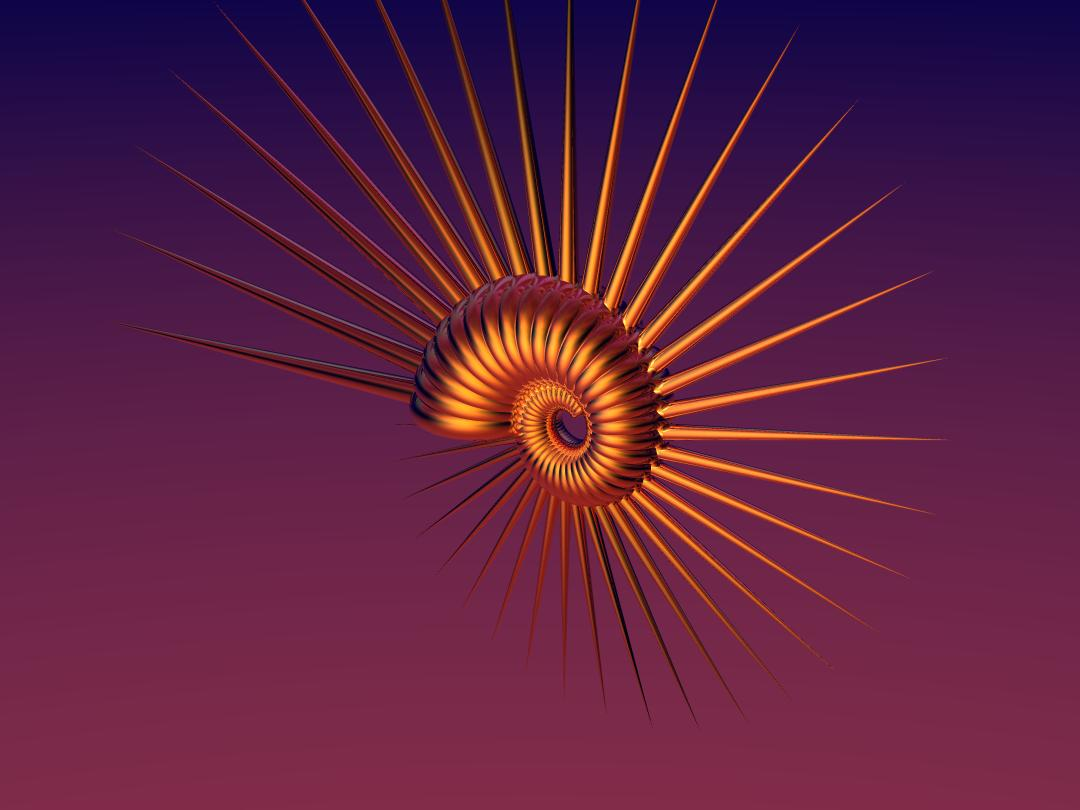
Einfache Boolesche Objekte, erstellt mit Bryce 5

Bryce ist ein 3D-Landschaftsgenerator, dessen Name von dem Bryce Canyon in Utah inspiriert wurde. Die Idee dazu wurde von dem Franzosen Éric Wenger entwickelt und mit Hilfe von Kai Krause in ein kommerzielles Produkt umgesetzt. Krause vertrieb das Produkt über seine Firma MetaCreations bis einschließlich Version 4. Nachdem MetaCreations im Jahre 2000 seine Produktausrichtung von Grafiksoftware in Richtung 3D-Webapplikation verschob und wenig später im Zuge des Platzens der Dotcom-Blase bankrottging, wurden alle MetaCreations-Produkte, darunter auch Bryce, an andere Unternehmen verkauft. Bryce wurde von Corel erworben und bis zur Version 5 weiterentwickelt. Schließlich wurde Bryce an DAZ Productions verkauft, wo es zunächst zur Version 5.5- und im Oktober 2006 auf die Version 6.0 gebracht wurde. Die Version 5.5 wurde zeitweilig kostenlos angeboten.
Ab der Version 5.5 unterstützt das Programm den Import von Daz-Studio-Figuren und bietet nun eine OpenGL-Vorschau mit Texturen. Im Herbst 2006 erschien die Version 6.0. Sie unterstützt Hyperthreading für Dual-CPU-Einsatz und kann HDRIs als Hintergrundbilder verarbeiten. Zusätzlich wurden einige Workflow-Vereinfachungen eingeführt. Am 7. März 2007 erschien die Version 6.1 von Bryce.
Die derzeit aktuelle Version 7.1 ist kostenpflichtig. Sie läuft jedoch nicht auf dem aktuellen MAC OS und auf Windows-PCs nur als 32-Bit-Anwendung. Es ist aber unter Win10 lauffähig.
Auch heute noch sieht das Programm fast so aus und fühlt sich von der Bedienung fast so an wie einst die Version 2.0, für die Kai Krause eine völlig neue Oberfläche geschaffen hatte.
Die Vorzüge dieses Programms sind vor allem die intuitive Bedienoberfläche und eine Vielzahl von Presets, die das Erstellen einer Landschaft in kürzester Zeit ermöglichen. Dies ist vor allem für Einsteiger in die 3D-Computergrafik von Vorteil. Gerade Künstlern erschließt sich das Programm sehr intuitiv, wenn es auch für fortgeschrittene User viele weitere Funktionen zu entdecken gibt, die teils aber sehr versteckt sind.
Für fortgeschrittene Grafiker ist es nachteilig, dass Bryce nur eine Ansicht der Szene gleichzeitig bietet und es an komplexeren Modellierungswerkzeugen mangelt.